# Szpilman Award

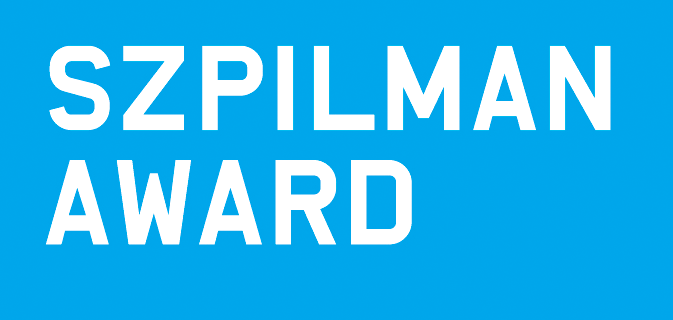
Het logo van Szpilman Award.

De Szpilman Award is een kunstprijs die jaarlijks wordt uitgereikt aan werken die van vluchtige, vergankelijke of voorbijgaande aard zijn. Het doel van de prijs is dergelijke kunst te promoten. De Szpilman Award werd voor het eerst uitgereikt in 2003 en is sindsdien wereldwijd de enige prijs voor efemere kunst. Iedereen kan eraan deelnemen.

## Achtergrond
De Szpilman Award wordt georganiseerd door de in Duitsland gevestigde kunstgroep Szpilman, die werd opgericht in 2003. In eerste instantie konden alleen mensen uit Duitsland deelnemen, maar de reglementen werden veranderd in 2004, waardoor de prijs toegankelijk werd voor iedereen uit Europa. De publieke belangstelling voor de prijs verhoogde daardoor aanzienlijk. In 2006 schafte Szpilman elke territoriale beperking af. Sindsdien kan iedereen van over heel de wereld deelnemen. De winnaar wordt gekozen door een panel van maximaal tien onafhankelijke juryleden, waaronder steeds ook de winnaar van het voorgaande jaar. De prijs bestaat uit drie delen: een variërende geldprijs (de "Jackpot Stipendium", een som geld verzameld door de leden van de jury), een reis naar het Poolse dorp Cimochowizna en een wisselbeker die elk jaar wordt doorgegeven aan de volgende winnaar.

## Winnaars en finalisten
| Jaar | Winnaar                                                     | Werk                                                                 | Finalisten                                                                               |
| ---- | ----------------------------------------------------------- | -------------------------------------------------------------------- | ---------------------------------------------------------------------------------------- |
| 2003 | Julia Weidner (Duitsland)                                   | 'Keep on'                                                            | Shannon Bool David Borchers Karin Felbermayr Stefan Hurtig Alice Musiol Gudrun Schuster  |
| 2004 | Catrin Bolt (Oostenrijk)                                    | 'Ausstellung in der galerie.kärnten'                                 | Shannon Bool David Borchers & Gregor Schubert Matthias Lehmann Alice Musiol Gloria Zein  |
| 2005 | Albert Heta (Kosovo)                                        | 'Embassy of the Republic of Kosova, Prague, Czech Republic'          | Wolfgang Breuer C5 Sarah Ortmeyer Michael Part Simone Slee Adrian Williams               |
| 2006 | Martin Flemming (Duitsland)                                 | 'Wenn jeder denkt, es ist für alle, dann füttert niemand die Fische' | Oleg Buryan Pol Matthé Stefanie Trojan                                                   |
| 2007 | Doug Fishbone (Verenigd Koninkrijk) Michał Sznajder (Polen) | 'Untitled (Muslim in Cage in Freud Museum)' 'Here'                   | Evangelia Basdekis Anja Brendle & Sebastian Höhmann MeMe Marc Nothelfer Poison Idea      |
| 2008 | Kamila Szejnoch (Polen)                                     | 'Swing'                                                              | Giorgina Choueiri Julia Dick Sai Hua Kuan Kate Mitchell Chris Richmond                   |
| 2009 | Hank Schmidt in der Beek (Duitsland)                        | 'In den Zillertaler Alpen'                                           | Jennyfer Haddad Gerard Herman Jaroslav Kyša Roy Menahem Markovich Alexander Thieme       |
| 2010 | Sara Nuytemans & Arya Pandjalu (Nederland & Indonesië)      | 'Treebute from Yogya'                                                | Anna Gohmert Jennyfer Haddad Maria Victoria Muñoz Castillo Berndnaut Smilde Tomas Werner |
| 2011 | Jaroslav Kyša (Verenigd Koninkrijk)                         | 'The Barrier'                                                        | Jaś Domicz David Horvitz Petr Krátký Jinho Lim Péter Szabó                               |
| 2012 | Miná Minov (Bulgarije)                                      | 'Bribe a Jury'                                                       | Kush Badhwar Alex Jones Max Schranner Amanda Wachob                                      |
| 2013 | Luuk Schröder                                               | 'Untitled'                                                           |                                                                                          |
| 2014 | Paweł Stasiewicz                                            | '1,2,3,4'                                                            |                                                                                          |

## Jury
- Bernd Euler (Duitsland)
- Lise Harlev (Denemarken)
- Anna Henckel-Donnersmarck (Duitsland)
- Leonard Kahlcke (Verenigd Koninkrijk)
- Patrick Koch (Duitsland)
- Tina Kohlmann (Groenland)
- Claus Richter (Duitsland)
- Tina Schott (België)
- Michał Sznajder (Polen)
- prijswinnaar van het voorgaande jaar